# Demetrio Albertini
Demetrio Albertini Oficial OMRI (Besana in Brianza, 23 de agosto de 1971) é um ex-futebolista italiano que atuava como volante. Tornou-se conhecido graças à sua passagem pelo Milan, que durou quatorze anos.

## Carreira

### Início e empréstimo ao Padova

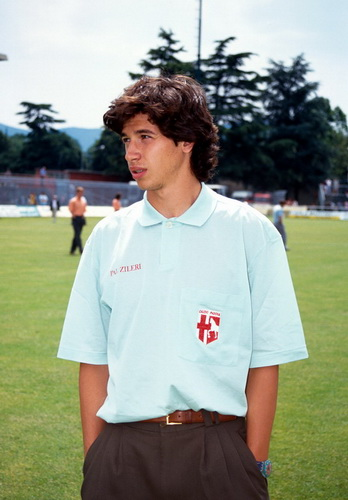
Albertini no Padova entre 1990 e 1991

Albertini iniciou a carreira com apenas dezessete anos. Promovido ao elenco principal do Milan em 1988, disputou sua primeira partida apenas em janeiro de 1989, contra o Como. Jogou mais uma partida antes de ser liberado por empréstimo ao Padova em novembro de 1990, para ganhar mais experiência. Sua passagem pelos biancoscudati quase garantiu o acesso à Serie A de 1991–92, tendo atuado em 28 dos 38 jogos do clube.
Com o final do empréstimo, voltou ao Milan em 1992 e firmou-se como titular do time treinado por Fabio Capello, conquistando quinze títulos (só do Campeonato Italiano, foram cinco títulos). Sua passagem pelo time milanês contabilizou 293 partidas, tendo Albertini marcado 21 gols. Sua visão de jogo e a precisão nos passes deram a Albertini o apelido de "Metrônomo".

### Atlético de Madri, Lazio e Atalanta
Em 2002, o novo técnico do Milan, Carlo Ancelotti, ex-companheiro de Albertini no meio-campo rossonero, disse que o "Metrônomo" não estava em seus planos para a temporada, preferindo escalar o recém-contratado Andrea Pirlo no lugar do veterano. Por este motivo, ele decidiu deixar o Milan após quatorze anos e assinou com o Atlético de Madrid.
Sua passagem pelo time espanhol foi mediana: em uma temporada, marcou cinco gols em 28 partidas. Em 2003, de volta à Itália, foi contratado pela Lazio, numa negociação que envolveu o lateral Giuseppe Pancaro. A transferência deixou Albertini chateado, tachando o Milan de "ingrato". A passagem pelos biancocelesti também foi razoável (23 jogos, dois gols marcados), auxiliando, dentro de campo, o então novato treinador Roberto Mancini na campanha que levou a Lazio ao sexto lugar na Serie A de 2003–04 e venceu a Copa da Itália.
Em junho de 2004 assinou com a Atalanta, marcando apenas dois gols em dezesseis partidas disputadas.

### Barcelona e aposentadoria
Em janeiro de 2005, Albertini assinou um contrato de apenas cinco meses com o Barcelona, para suprir as ausências de Thiago Motta, Gabri e Edmílson, que sofriam com lesões. Na sua curta passagem pela equipe catalã, participou de apenas seis jogos, não marcando gol em nenhum deles. A última partida de Albertini no Barça foi contra o Numancia, e terminou empatada por 1–1. Dispensado no final da temporada, Albertini anunciou o término de sua carreira profissional em dezembro, aos 34 anos, e chegou a declarar que desejava iniciar carreira de treinador.
Para homenageá-lo, o Milan promoveu uma partida de despedida contra o Barcelona. Pelo time de veteranos dos Rossoneri, atuavam Marco van Basten, Frank Rijkaard, Ruud Gullit e Franco Baresi. O amistoso terminou com vitória dos italianos por 3–2, com um gol de Albertini, que foi homenageado por jogadores e torcedores.

## Seleção Nacional

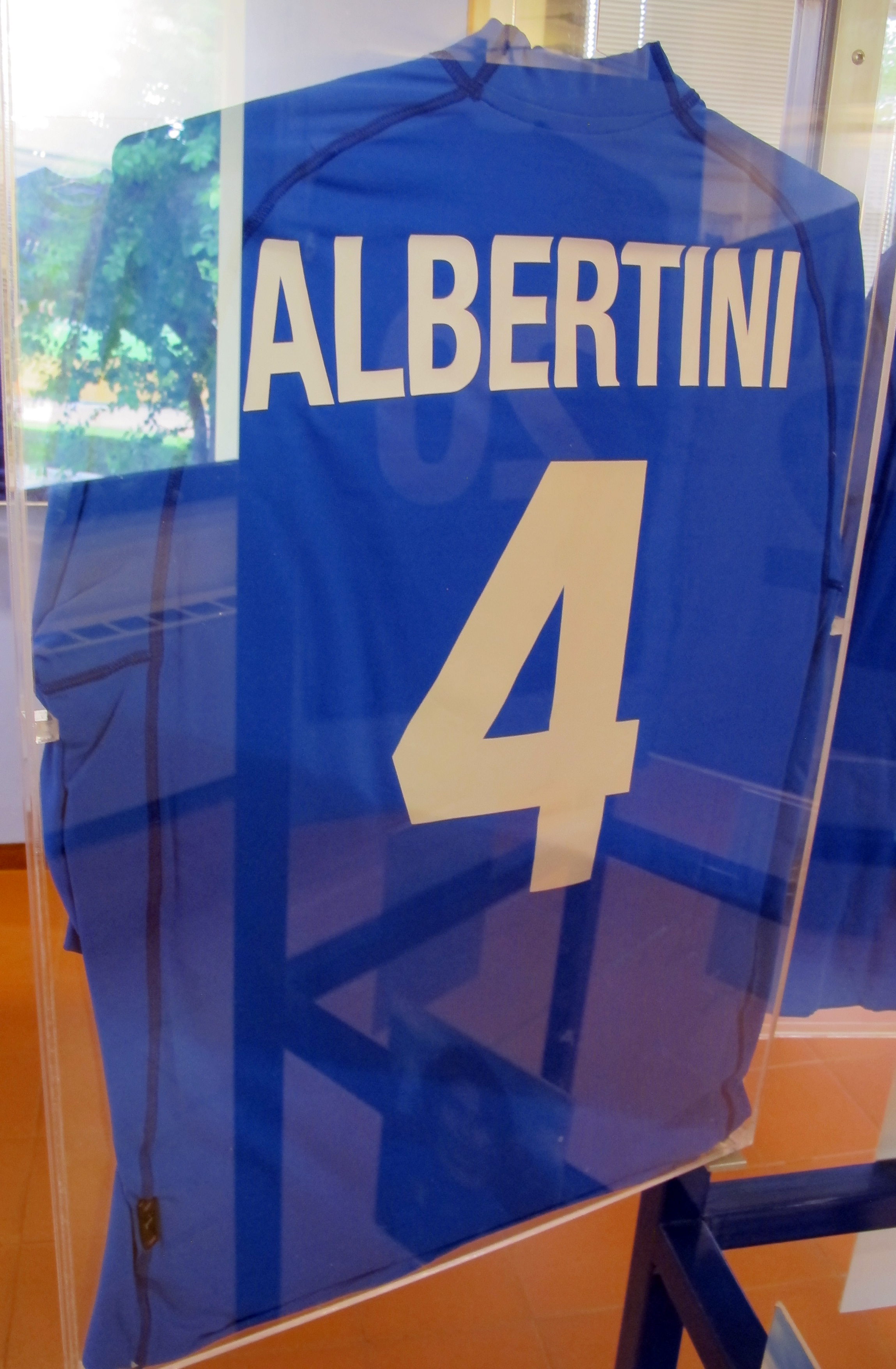
Camisa usada por Albertini durante a Euro 2000

Tendo passagens pelas Seleções de base da Itália, Albertini estrearia pela Seleção principal em dezembro de 1991, contra o Chipre.
Convocado para a Copa do Mundo FIFA de 1994, jogou todas as partidas da Itália na competição. Foi dele o gol que abriu o placar da decisão por pênaltis contra o Brasil que se sagraria tetracampeão minutos depois.
Jogaria ainda duas Eurocopas (1996 e 2000) e a Copa do Mundo FIFA de 1998. Ao contrário de 1994, Albertini desperdiçou seu pênalti, defendido pelo goleiro francês Fabien Barthez.
Sua presença era tida como certa para a Copa do Mundo FIFA de 2002, mas uma lesão no tendão de Aquiles impediu sua convocação. Divergências com o técnico Giovanni Trapattoni forçaram o final da carreira internacional do meio-campista, que jogou 79 partidas pela Seleção Italiana (seis como capitão) e marcou três gols.

## Carreira como dirigente
Já aposentado, não conseguiu a licença de treinador, tendo ingressado na carreira de dirigente. Durante o Escândalo da Serie A 2006, foi nomeado vice-comissário extraordinário da Federação Italiana de Futebol (FIGC), além de ter sido vice-presidente do órgão até 2014. Disputou a presidência da FIGC no mesmo ano, perdendo a eleição para Carlo Tavecchio.
Durante o processo de falência do Parma, em abril de 2015, Albertini foi nomeado pela direção do clube como assessor administrativo.

## Títulos
Milan

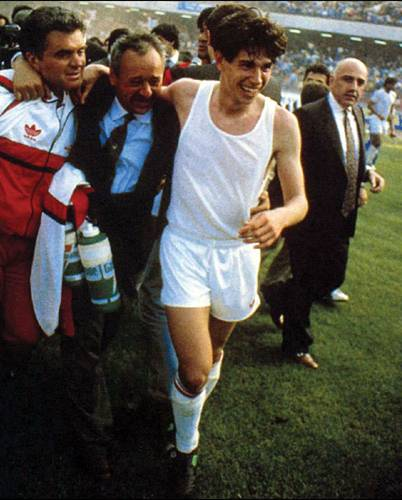
Albertini celebrando o título da Serie A em 1992

- Serie A: 1991–92, 1992–93, 1993–94, 1995–96 e 1998–99
- Supercopa da Itália: 1992, 1993 e 1994
- Liga dos Campeões da UEFA: 1988–89, 1989–90 e 1993–94
- Supercopa da UEFA: 1989, 1990 e 1994
- Copa Intercontinental: 1989

Lazio
- Copa da Itália: 2003–04

Barcelona
- La Liga: 2004–05